# Banks (Kumbria)
Banks – wieś w Anglii, w Kumbrii. Leży 20 km na północny wschód od miasta Carlisle i 421 km na północny zachód od Londynu.